# Bianor angulosus
Espèce
Synonymes
- Ballus angulosus Karsch, 1879
- Stichius albomaculatus Thorell, 1890
- Bianor leucostictus Thorell, 1890
- Bianor trepidans Thorell, 1895
- Bianor hotingchiehi Schenkel, 1963
- Bianor simoni Zabka, 1985
- Rhene haldanei Gajbe, 2004

Bianor angulosus est une espèce d'araignées aranéomorphes de la famille des Salticidae.

## Distribution
Cette espèce se rencontre en Inde, au Sri Lanka, au Bhoutan, au Bangladesh, en Birmanie, en Chine, à Taïwan, au Viêt Nam, en Thaïlande, en Malaisie et en Indonésie.

## Description
La carapace du mâle décrit par Logunov en 2001 mesure 2,53 mm de long sur 2,05 mm et l'abdomen 2,40 mm de long sur 1,58 mm et la carapace de la femelle mesure 2,65 mm de long sur 2,20 mm et l'abdomen 3,45 mm de long sur 2,25 mm.

## Systématique et taxinomie
Cette espèce a été décrite sous le protonyme Ballus angulosus par Karsch en 1879. Elle est placée dans le genre Simaetha par Simon en 1903 puis dans le genre Bianor par Żabka en 1988.
Bianor trepidans, Bianor hotingchiehi et Bianor simoni ont été placées en synonymie par Logunov en 2001.
Stichius albomaculatus et Bianor leucostictus ont été placées en synonymie par Logunov en 2019.
Rhene haldanei a été placée en synonymie par Caleb, Sanap, Tripathi, Sampathkumar, Dharmara et Packiam en 2022.

## Publication originale
- Karsch, 1879 : « Arachnologische Beitrage. » Zeitschrift für die gesammten Naturwissenschaften, vol. 52, p. 534-562.